# FC Bedminster
Der Bedminster Football Club war ein englischer Fußballverein aus Bedminster, der am Ende des 19. Jahrhunderts existierte.

## Geschichte
Der Verein wurde 1887 unter dem Namen Southville im damals selbständigen Bedminster gegründet und nahm ab 1892 am Spielbetrieb der Bristol & District League teil, die 1895 in der Western League aufging. Dort gewann der Klub 1998 die Meisterschaft. Anschließend gründete der Klub eine Profimannschaft, die in der Southern League antrat. 1900 fusionierte der Klub mit dem Orts- und Ligarivalen Bristol City – 1896 war Bedminster in Bristol eingemeindet worden. Nachdem der Klub zunächst weiter an der St John's Lane gespielt hatte, wechselte er 1904 in das zuvor als Heimatstadion des FC Bedminster genutzte und in der Folge weiter ausgebaute Ashton Gate Stadium. 
Beim FC Bedminster standen unter anderem Spieler wie die englischen Nationalspieler Frank Becton und George Toone, der schottische Nationalspieler Bob Kelso oder Alfred Geddes sowie Tom Boucher unter Vertrag.